# Basacantha decora
Basacantha decora är en mångfotingart som först beskrevs av Carl Graf Attems 1929.  Basacantha decora ingår i släktet Basacantha och familjen Chelodesmidae. Inga underarter finns listade i Catalogue of Life.